# Château de Nanao
Le château de Nanao (七尾城, Nanao-jō) était un château japonais de style yamajiro de l'époque de Muromachi, situé dans l'actuelle ville de Nanao, préfecture d'Ishikawa, dans la région de Hokuriku au Japon. Il est protégé par le gouvernement central en tant que lieu historique national,. 

## Contexte
Le château de Nanao est situé au sud-est de l'ancienne péninsule de Noto, face à la mer du Japon. La région était importante depuis l'époque de Nara en raison de son port et de ses connexions avec les provinces voisines. En 1408, Hatakeyama Mitsunori, issu d'une branche du clan Hatakeyama, fut nommé gouverneur de la province de Noto et construisit un château à cet endroit vers 1408. Bien que le clan principal des Hatakeyama ait perdu de son pouvoir et de son influence avec la montée en puissance du clan Ashikaga sous le shogunat de Muromachi, les Hatakeyama de Noto dirigeaient leur région comme un fief semi-indépendant. Hatakeyama Yoshifusa (1491-1545) transforma le château de Nanao en une immense forteresse. Cependant, après sa mort, les Hatakeyama ont souffert de conflits internes au clan, de vassaux rétifs de plus en plus puissants et de problèmes avec les Ikkō-ikki.

## Situation
Le château de Nanao est considéré comme l'un des cinq plus grands châteaux de montagne médiévaux au Japon avec le château de Kasugayama (préfecture de Niigata), le château d'Odani (préfecture de Shiga), le château de Kannonji (préfecture de Shiga) et le château de Gassan Toda (préfecture de Shimane). Il est situé le long des pentes supérieures de la montagne Shiroyama, à 300 m d'altitude au sud de la ville moderne de Nanao, et comprend plusieurs enceintes, chacune avec des remparts en pierre et des douves sèches. L'enceinte centrale se trouvait au sommet de la colline et ne pouvait être atteinte qu'en passant par les enceintes réservées aux vassaux importants des Hatakeyama, qui entouraient complètement l'enceinte centrale sur plusieurs niveaux concentriques sur les pentes les plus basses. La taille totale des fortifications dépassait le kilomètre carré.

## Histoire
Uesugi Kenshin envahit la province de Noto en 1576, juste après la conquête de la province d'Etchū voisine. Kenshin a d'abord réduit les châteaux des branches secondaires entourant le château de Nanao afin d'isoler le château principal et de protéger ses lignes de communication. Cependant, le château de Nanao s'est avéré trop difficile à investir et Kenshin a été contraint de se retirer. Il revint l'année suivante et assiégea le château. Hatakeyama Yoshitaka fit appel à Oda Nobunaga pour obtenir de l'aide, mais avant que Nobunaga ne puisse répondre, une épidémie s'était propagée dans le château et Yoshitake était mort. Les défenseurs étaient démoralisés, mais Cho Tsunatsura, l'un des principaux serviteurs de Hatakeyama, résista intensément. De son côté, Kenshin avait réussi à renverser un autre chef vassal, Yusa Tsugumitsu, qui trahit Cho Tsunagura et ouvrit les portes aux forces de Kenshin. Kenshin a ensuite vaincu, lors de la bataille de la rivière Tedori, l'armée de Shibata Katsuie, qui avait été envoyée par Nobunaga pour soulager le château. Après la mort de Kenshin en 1578, les forces de Nobunaga conquirent la province de Noto en 1581. Maeda Toshiie y a alors été nommé seigneur de Noto, a construit un nouveau château à Komaruyama (小丸山) et le château de Nanao a été abandonné en 1589. 

## Époque contemporaine
Le château n'est plus que ruines, avec quelques remparts en pierre, vestiges des enceintes. Il y a un musée sur place,.